# Ornifle ou le Courant d'air
Ornifle ou le Courant d'air est une pièce de théâtre en quatre actes de Jean Anouilh, librement inspirée du mythe de Don Juan, créée à la Comédie des Champs-Élysées le 4 novembre 1955, dernière représentation le 09 décembre 1956, avant d'être reprise en 1991. En tout 350 représentations.
Elle fait partie des Pièces grinçantes avec Ardèle ou la Marguerite (1948), La Valse des toréadors (1952) et Pauvre Bitos ou le Dîner de têtes (1956).

## Argument
Abusant de sa facilité à faire des rimes, Ornifle s'est enrichi grâce à la chanson. Cynique et manipulateur, il méprise son entourage et accumule les aventures amoureuses, quand un fils débarque dans sa vie, bien décidé à lui faire payer son indifférence...

## Fiche technique
- Mise en scène : Jean Anouilh et Roland Pietri
- Décors : Jean-Denis Maclès
- Costumes : Jean-Denis Maclès

## Distribution
À sa création (1955) :
- Pierre Brasseur : Ornifle
- François Guerin: Fabrice, un fils naturel
- Louis de Funès: Machetu, son ami
- Carmen Pitoëff: La Comtesse, sa femme
- Jacqueline Maillan: Mademoiselle Supo, sa secrétaire
- Gilberte Geniat: Nénette, sa femme de charge
- Catherine Anouilh: Marguerite, fiancée de Fabrice
- Marcel André: Le père Dubaton
- Maurice Meric: Le docteur Subitès
- Anne Guerini et Guy Descaux: les journalistes

## Anecdote
Malgré sa faible notoriété, Louis de Funès ne fut pas écrasé par Pierre Brasseur.[réf. nécessaire]
En 1955, Pierre Mondy présente Louis de Funès à Jean Anouilh. La rencontre sera décisive. Louis de Funès conservera avec l'auteur une relation épistolaire. Ils se retrouverons en 1973 pour La Valse des toréadors. L'entente avec Louis de Funès et Pierre Brasseur est idyllique la pièce est un succès.